# Riserva naturale del Bol'šoj Chechcir

Il gruppo montuoso del Bol'šoj Chechcir.

La riserva naturale del Bol'šoj Chechcir (in russo Большехехцирский заповедник, Bol'šechechcirskij zapovednik) è una zapovednik (riserva naturale integrale) russa del territorio di Chabarovsk, situata nei distretti di Chabarovsk e di Łazo. Copre una superficie di 453,4 km², con una zona di protezione di 120 km². Venne istituita con una decisione del governo della Repubblica Socialista Federativa Sovietica Russa del 3 ottobre 1963. La direzione della riserva si trova a Byćicha.

## Geografia
La riserva copre quasi interamente il Bol'šoj Chechcir, una bassa catena montuosa (culminante a 950 m di altitudine) a sud di Chabarovsk. Confina ad ovest con la Cina (situata sull'altra sponda dell'Ussuri) ed è delimitata ad est dalla ferrovia Transiberiana e a sud dal fiume Ćirka.
Il clima è monsonico. Il mese più caldo è luglio, con una temperatura media di +20 °C, quello più freddo gennaio, quando il termometro scende a -22 °C.

## Flora
Il 90% del territorio è coperto da foreste. Tra le conifere prevalgono l'abete rosso di Yezo, il pino coreano e il larice della Dauria, mentre tra le latifoglie più diffuse vi sono betulle come Betula ermanii var. lanata, B. costata e B. pendula var. mandshurica, Maackia amurensis, la quercia della Mongolia e il frassino della Manciuria. Fino ad un'altitudine di 500 m dominano le foreste decidue, a quote superiori si sviluppa la taiga «scura».
Nei laghi della riserva si trova una pianta acquatica rara, la Brasenia schreberi, nonché rappresentanti della famiglia delle orchidacee, come la Gastrodia elata, la scarpetta di Venere, il Cypripedium macranthos e la Pogonia japonica. In totale nella riserva sono state registrate 1057 specie di piante vascolari, di cui 55 rare.

## Fauna
La riserva ospita 53 specie di mammiferi, comprese molte che figurano come minacciate nella Lista Rossa della IUCN, come la tigre siberiana, l'orso dal collare e il mosco siberiano. Qui vivono anche l'alce, l'orso bruno, la lince eurasiatica, il lupo, lo scoiattolo volante della Russia, il gatto leopardo, il cinghiale, la donnola siberiana, il castoro americano, il wapiti, lo zibellino e il cane procione.
L'avifauna è piuttosto ricca e comprende anche specie rare come la cicogna dal becco nero, la cicogna nera, l'anatra mandarina, l'aquila di mare e il falco pescatore.
Qui vivono 6 specie di anfibi e 8 specie di rettili, tra cui la tartaruga guscio molle cinese, la biscia giapponese, colubri come il colubro di Schrenk, Elaphe dione e Oocatochus rufodorsatus, e crotalini come Gloydius ussuriensis e Gloydius saxatilis.